# Hongniao
Les Hongniao (ou Hong Niao, HN) (du chinois : 红鸟, signifiant « oiseau rouge »), sont une famille de missiles de croisière d'attaque terrestre chinois, tous propulsés par un turbofan. Le premier de ces missiles serait entré en service au début de l'année 1992.

## Développement
Le développement de la série des missiles Hong Niao (HN-1/-2/-3), de portées courte et intermédiaire, commença à la fin des années 1970. À l'origine dérivés d'un autre missile, le X-600 (une conception expérimentale issue du C-201, ou Silkworm), les Hong Niao avaient pour but principal de fournir à la Chine un missile à capacité nucléaire, capable de parcourir une distance de 3 000 km.
Même si la Chine était satisfaite des performances de ses missiles de la série Chang Feng, les problèmes inhérents à ce missile propulsé par turboréacteur demeurent sa taille et son poids, bien trop importants et qui lui interdisent l'emploi sur les aéronefs de l'inventaire chinois, en plus d'une portée maximale jugée trop limitée (entre 400 et 800 km). Une version améliorée, dotée d'un turbofan était nécessaire, mais les capacités limitées de recherche et développement des Chinois à l'époque, ainsi qu'une industrie manquant des ressources nécessaires pour la mise au point d'un tel projet, empêcha la mise en route de cette évolution du missile. En conséquence, la Chine adopta une approche en deux temps, chose assez courant dans le domaine des armements évolués : la première phase permettrait d'obtenir de manière rapide un Chang Feng à turboréacteur correspondant aux besoins exprimés, tandis que la deuxième phase
s'attaquerait au développement de la version à turbofan pouvant être utilisé par les avions, le temps que la Chine construise ses capacités industrielles et les amène au niveau requis.
La chute du bloc communiste apporta un grand coup de fouet à l'effort produit par les Chinois pour développer des missiles de croisière propulsés par turbofans. D'après les services de renseignement américains, à la fin de l'année 1992 la Chine avait réussi à recruter plus de 1 500 scientifiques de l'ancienne union soviétique afin de les faire travailler à son compte, et environ 20 % d'entre eux (soit environ 300) furent affectés à Shanghai spécifiquement dans le but de contribuer au développement du missile de croisière chinois. Cependant, même si beaucoup de sources chinoises reconnaissent la vérité des affirmations des services américains, elles ne sont pas complètement en accord avec celles-ci, affirmant que l'aide soviétique était plus utilisée pour développer l'industrie locale que pour développer un missile en particulier. Selon les chinois, la présence des ex-soviétiques était surtout nécessaire pour mettre au point l'industrie adaptée à la mise au point du futur missile produit localement. Ces déclarations chinoises semblent se vérifier, car si les russes ont effectivement livré une installation complète d'usines destinées à la production du Kh-55 en 1995 (ce qu'ils ont d'ailleurs annoncé publiquement lors du salon du Bourget de 1996), le premier missile de croisière chinois à être équipé d'un turbofan n'entra pas en service avant la fin des années 1990 et le début des années 2000, bien après que le Chang Feng à turboréacteur fut déjà entré en service.
En plus de la livraison de cette ancienne usine à missiles Kh-55 en 1995, les Chinois bénéficièrent d'une énorme avancée dans le développement de leur missile, lorsqu'ils reçurent, entre 1999 et 2001, une demi-douzaine de missiles Kh-55 de la part des ukrainiens. Ces missiles, qui étaient pourtant censés avoir été détruits par les ukrainiens, en vertu du traité de désarmement appliqué par les États-Unis, apportèrent une aide inespérée aux Chinois, qui purent développer leurs propres versions du missile, en particulier les missiles Hongniao et DH-10,.
Les missiles de la série HN sont produits par la récente usine New Electrical Factory (新新电机厂), de Shanghai, l'une des trois usines chinoises destinées au développement et à la mise au point des missiles de croisière chinois.

## Versions

### HN-1
En 1988, la Chine développe le HN-1, qui est déclaré comme étant le développement et l'amélioration d'un autre missile chinois, le X-600. Certaines sources pensent cependant qu'il serait plutôt issu du Kh-SD. La plus grosse différence entre le HN-1 et son hypothétique géniteur Kh-SD vient du fait qu'un turbofan a été adapté au HN-1, venant alors remplacer le turboréacteur du Kh-SD.
La plus grande priorité du développement du HN-1 vient du fait que les chinois ont besoin d'un missile de croisière qui puisse être suffisamment compact pour pouvoir être emporté par le bombardier Xian H-6, qui vient d'être achevé avec succès. Les affirmations concernant la possibilité de l'accrocher sous un autre appareil, le Xian JH-7, restent encore à vérifier. Il est rapporté que le HN-1 existe en deux versions, la version lancée depuis le sol HN-1A et la version aéroportée HN-1B. Les vols de tests de la version A ont commencé en 1988 et le missile est supposé être entré en service en 1996, tandis que la version B est connue depuis 2001 et serait entrée en service l'année suivante. Le HN-1 aurait effectué un test en 1999, qui aurait démontré une portée de 600 km. Il serait capable d'emporter au choix une charge militaire conventionnelle, des sous-munitions ou une ogive nucléaire.

### HN-2
À la fin de l'année 1996 fut présenté un nouveau missile, le HN-2, évolution du HN-1 dotée d'un moteur amélioré et ayant une autonomie étendue à au-moins 1 500 km. Testé en 1995, il peut emporter une charge conventionnelle de 400 kg ou une charge nucléaire d'une puissance de 20 à 90 kT. D'après de nombreux rapports, il serait guidé par un système de navigation inertielle associé à un système de type TERCOM (suivi de terrain par comparaison d'imagerie) et aurait une portée maximale de 1 800 km,.
Pour beaucoup étant considéré comme une copie de rétro-ingénierie du BGM-109 Tomahawk américain, il aurait été mis en service en 2001, année pendant laquelle il aurait été tiré depuis des navires de la marine chinoise. Il existe en trois versions : HN-2A tiré du sol, HN-2B lancé depuis les navires et HN-2C lancé depuis les sous-marins.

### HN-3
Lin Chong-pin, vice-président du cabinet du Conseil des affaires continentales, affirma en février 2000 que Pékin était en train de développer un missile d'une portée de 2 500 km. Ce missile, le HN-3, est la version agrandie du HN-2, avec un poids en hausse de 400 kg et un diamètre de 75 cm (contre 50 pour les HN-1 et HN-2).
La portée maximale de cette arme reste sujette à de nombreux débats et varie beaucoup selon les sources, certaines affirmant qu'elle serait plutôt de 3 000 km,. Le missile serait entré en service en 2005 et serait réparti entre deux versions, HN-3A pour les tirs aériens et en surface, et HN-3B, tiré depuis les sous-marins.

### HN-2000
Une quatrième version du missile serait en cours de développement, dotée de capacités furtives et d'une vitesse supersonique. Le HN-2000 serait doté d'un radar actif millimétique, d'une cartographie à imagerie infrarouge, d'un radar à synthèse d'ouverture et d'un guidage par satellite Beidou. Il aurait une précision de 1 à 3 m et une portée de 4 000 km. Cependant, cette arme serait toujours en cours de développement et très peu d'informations sont réellement disponibles à son sujet.

## Utilisateurs
- Chine : Armée de terre chinoise ;
- Iran : Armée de terre d'Iran et forces terrestres du corps des gardiens de la révolution islamique[réf. nécessaire].

## Galerie photo

Photos prises en mai 2011, après récupération des restes d'un missile HN-3 dans les eaux internationales du Pacifique, au large de la côte nord-est du Japon.
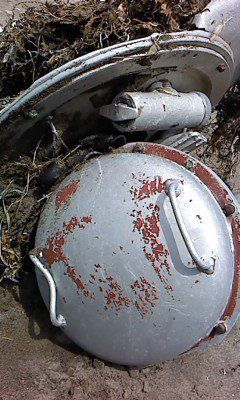
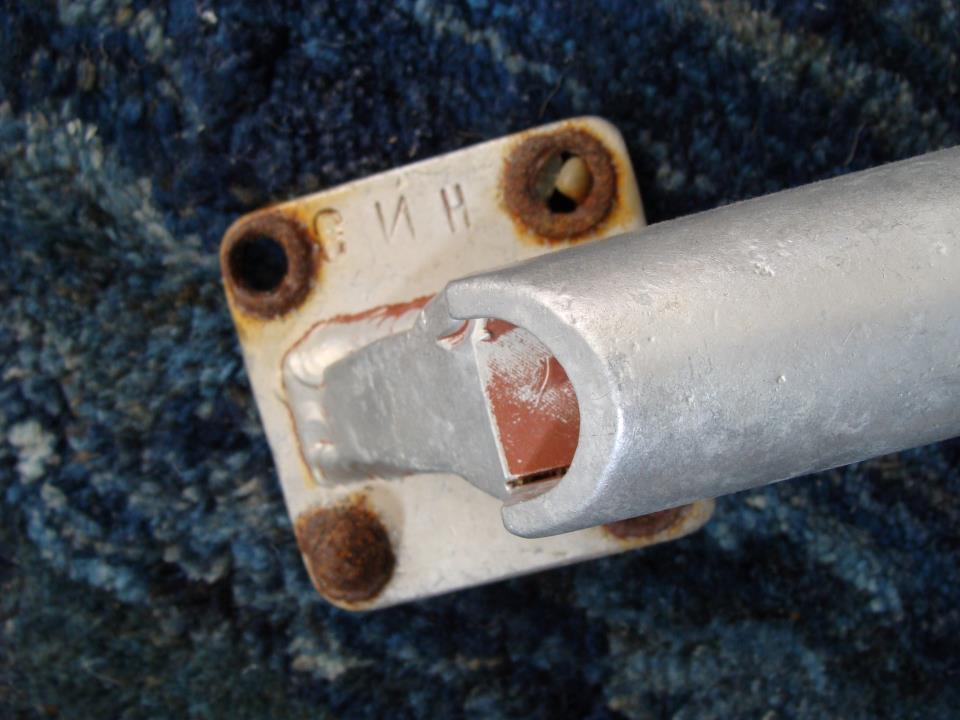
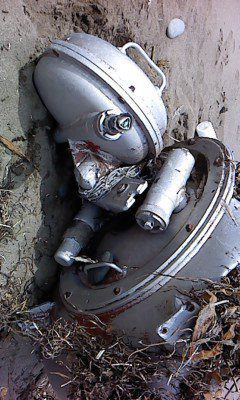
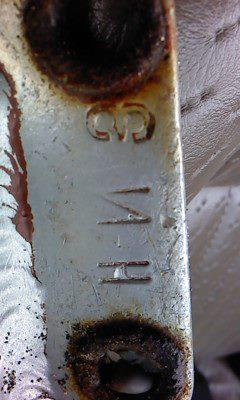